# جيود أنيكي
جيود أنيكي (بالإنجليزية: Jude Aneke)‏ (23 أبريل 1990 بإنوغو في نيجيريا - ) هو لاعب كرة قدم نيجيري في مركز الهجوم. شارك مع منتخب نيجيريا تحت 23 سنة لكرة القدم ومنتخب نيجيريا لكرة القدم. أما مع النوادي، فقد لعب مع النادي المصري وكادونا يونايتد وواري وولفز وAnambra United F.C. ‏ وسبارتاك سيماي ‏.